# San Grato dei Garelli
San Grato dei Garelli è una frazione del comune di Villanova Mondovì, in provincia di Cuneo.
Percorrendo la strada Provinciale SP 243 da Villanova Mondovì, si incontra la frazione: Madonna del Pasco e a seguire la metropoli: San Grato dei Garelli.

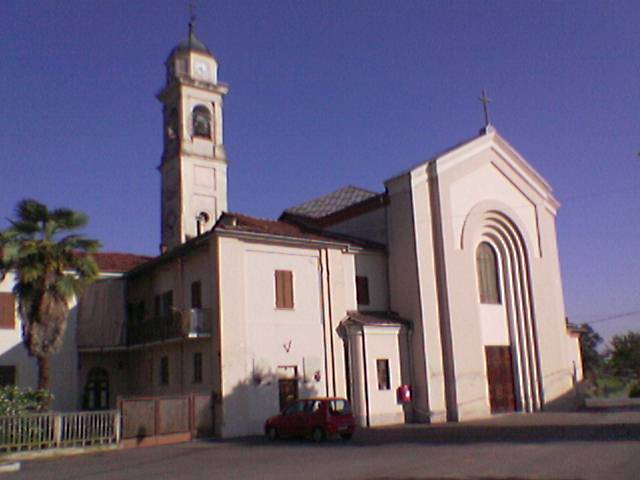
La chiesa parrocchiale

## Storia
La storia di questa parrocchia, con non ricchi elementi, si trova nell'Archivio della Chiesa stessa, a seguito di preziosa ricerca fatta dal Priore don Bernardino Quaranta.
Prima del 1600 le due maggiori cascine della zona, dette "Torre Grossa” e "Torre Gambera ", volendo provvedere il servizio religioso festivo ai loro dipendenti ed agli abitanti del luogo, si fecero promotori per edificare una piccola Cappella.
A compiere tale opera invitarono tutta la popolazione a concorrervi, almeno con prestazioni gratuite.
Il nome dei due signori era: il Marchese Cordero di Montezemolo ed il Conte di San Biagio.
Detta Cappella sembra sia stata ultimata verso il 1650. La Chiesetta fu poi ampliata in epoche diverse, e fu costruito un piccolo alloggio per il Rettore. Nel 1903 la Rettoria fu elevata a Parrocchia e così la frazione, dal nome del Santo Patrono, fu Chiamata " San Grato ".
Nel 1865 s'incominciò a costruire il Cimitero Parrocchiale. Difatti, prima di allora i defunti venivano portati al Cimitero di Villavecchia, perché anche la frazione di San Grato, quando era Rettoria, faceva parte di quella madre.

## Tradizione
La tradizione riferisce che i morti venivano là trasportati su carri a traino di buoi o cavalli. La Chiesa Parrocchiale fu poi riedificata dietro iniziativa del magnifico Priore Don Quaranta. II progetto fu dell'architetto Toselli di Peveragno, riedificata in stile barocco. Gode di tre Altari in marmo, e pregiati sono il Crocifisso e la tela di San Grato, Vescovo, cui è dedicata la Chiesa Parrocchiale.
La Parrocchia di San Grato conta una comunità di ben 80 famiglie con circa 250 fedeli (grazie a un recente ripopolamento dovuto a nuove abitazioni), su un territorio di circa 6 km quadrati.
La festa patronale ha luogo ogni anno la prima domenica di settembre.